# Melktal
Das Melktal ist eine Kleinregion an der Melk am Übergang von der Wachau zum Mostviertel südlich der Donau in Niederösterreich. Das Melktal besteht aus vier Gemeinden:
- St. Leonhard am Forst
- St. Georgen an der Leys
- Oberndorf an der Melk
- Zelking-Matzleinsdorf

In diesen vier Gemeinden liegt das Melktal, sie umfassen gemeinsam eine Fläche von 131,61 km² und haben insgesamt 8566 Einwohner (Stand 1. Jänner 2024). Das Melktal liegt in den politischen Bezirken Melk und Scheibbs.
Im Rahmen der Region Melktal gibt es gemeindeübergreifende Zusammenarbeit auf der Basis einer Kleinregionsstrategie sowie gemeinsame Veranstaltungen und Initiativen, etwa die Musikkapelle Melktal, die Melktaler Gartenfachtage oder das jährliche Oldtimertreffen.